# Salariat étudiant au Québec
Le salariat étudiant au Québec a fait l'objet de plusieurs campagnes au cours des dernières décennies. C'est une perspective politique qui a émergé pendant une grève étudiante en 1975 aux États-Unis qui revendique un salaire pour les personnes aux études. Elle est influencée par les travaux des féministes marxistes de la campagne de salarisation au travail ménager. Depuis, plusieurs mouvements se sont organisés vers cet horizon, notamment au Québec à travers les revendications de salarisation des stages.

## Historique

### 2016 à 2019: Les CUTE
Entre 2016 et 2019, les Comité Unitaires sur le Travail Étudiant (CUTE) se sont organisés sur différents campus universitaires et collégiaux au Québec et ont mené une campagne pour la salarisation de tous les stages. Bien que la revendication mise de l’avant était la fin des stages non rémunérés, elle revendiquait également le salaire étudiant comme objectif à long terme. Les stages non rémunérés se déroulant dans des domaines d’emploi et d’études féminisés, les CUTE ont mis de l’avant une perspective féministe des conditions de travail étudiantes.

### 2022 à 2024: ADEESE et AGECAR
En 2022, l’Association des étudiantes et étudiants de la Faculté des sciences de l’éducation de l’UQAM (ADEESE) et l’Association générale étudiante du campus de Rimouski de l’UQAR (AGECAR) déclenchent des grèves s’étalant sur près de cinq semaines afin de revendiquer la salarisation des stages et de meilleures conditions de stage. Le mouvement prenant de l’ampleur, plusieurs autres associations étudiantes du Québec emboîtent le pas en 2024, ce qui aboutit à une grève de trois jours rassemblant environ 57 000 étudiants et étudiantes réclamant un salaire pour les stagiaires. De plus, bien qu’une motion sur la rémunération des stages dans le secteur public ait été adoptée à l’unanimité à l’Assemblée nationale en 2023, le gouvernement de la CAQ refusera en 2024 de mettre en place la salarisation des stages.

### 2022 à aujourd’hui: Comité SPTS
Les comité SPTS, un Salaire Pour Toustes les Stagiaires, est un comité qui a tenu des activités à Rimouski et à Montréal sur la salarisation des stages. Ces comités se sont concentrés exclusivement sur la revendication de la salarisation des stages en s’inspirant de l’argumentaire développé par les CUTE.